# Jay Pandolfo
Jay Pandolfo, född 27 december 1974 i Winchester, Massachusetts, är en amerikansk professionell ishockeyspelare som spelar för NHL-laget New York Islanders.
Pandolfo listades av New Jersey Devils i NHL-draften 1993 som 32:e spelare totalt och debuterade i NHL för samma klubb hösten 1996. Pandolfo spelade för New Jersey Devils från 1996 till 2010 och har varit med om att vinna Stanley Cup två gånger, 2000 och 2003.
Pandolfo är ingen spelare som gör många poäng. Hans främsta kvalitéer är som defensiv gnuggare som förstör spelet för motståndarnas bättre kedjor.